# بني ليث (بني ليت)
بني ليث هي إحدى مشيخات المملكة المغربية، تتبع جغرافيا لإقليم تطوان وإداريًا لبني ليت. يقدر عدد سكانها بـ 5364 نسمة حسب الإحصاء الرسمي للسكان والسكنى لسنة 2004.